# Le Puy-en-Velay
Le Puy-en-Velay (anteriormente Le Puy) es una comuna francesa situada en el departamento de Alto Loira, en la región de Auvernia-Ródano-Alpes. Sus habitantes se llaman, en francés, ponots. La catedral y el Hôtel-Dieu Saint-Jacques son Patrimonio de la Humanidad como parte de los llamados «Caminos de Santiago de Compostela en Francia».

## Clima
| Parámetros climáticos promedio de Le-Puy-en-Velay en el periodo 1981-2010                                                                                               | Parámetros climáticos promedio de Le-Puy-en-Velay en el periodo 1981-2010 | Parámetros climáticos promedio de Le-Puy-en-Velay en el periodo 1981-2010 | Parámetros climáticos promedio de Le-Puy-en-Velay en el periodo 1981-2010 | Parámetros climáticos promedio de Le-Puy-en-Velay en el periodo 1981-2010 | Parámetros climáticos promedio de Le-Puy-en-Velay en el periodo 1981-2010 | Parámetros climáticos promedio de Le-Puy-en-Velay en el periodo 1981-2010 | Parámetros climáticos promedio de Le-Puy-en-Velay en el periodo 1981-2010 | Parámetros climáticos promedio de Le-Puy-en-Velay en el periodo 1981-2010 | Parámetros climáticos promedio de Le-Puy-en-Velay en el periodo 1981-2010 | Parámetros climáticos promedio de Le-Puy-en-Velay en el periodo 1981-2010 | Parámetros climáticos promedio de Le-Puy-en-Velay en el periodo 1981-2010 | Parámetros climáticos promedio de Le-Puy-en-Velay en el periodo 1981-2010 | Parámetros climáticos promedio de Le-Puy-en-Velay en el periodo 1981-2010 |
| Mes | Ene.                                                                      | Feb.                                                                      | Mar.                                                                      | Abr.                                                                      | May.                                                                      | Jun.                                                                      | Jul.                                                                      | Ago.                                                                      | Sep.                                                                      | Oct.                                                                      | Nov.                                                                      | Dic.                                                                      | Anual                                                                     |
| --- | ------------------------------------------------------------------------- | ------------------------------------------------------------------------- | ------------------------------------------------------------------------- | ------------------------------------------------------------------------- | ------------------------------------------------------------------------- | ------------------------------------------------------------------------- | ------------------------------------------------------------------------- | ------------------------------------------------------------------------- | ------------------------------------------------------------------------- | ------------------------------------------------------------------------- | ------------------------------------------------------------------------- | ------------------------------------------------------------------------- | ------------------------------------------------------------------------- |
| Temp. máx. media (°C) | 4.9                                                                       | 6.1                                                                       | 9.7                                                                       | 12.7                                                                      | 16.8                                                                      | 21.3                                                                      | 24.6                                                                      | 23.9                                                                      | 19.8                                                                      | 14.8                                                                      | 8.8                                                                       | 5.7                                                                       | 14.1                                                                      |
| Temp. mín. media (°C) | -3.0                                                                      | -2.8                                                                      | -0.5                                                                      | 1.8                                                                       | 5.5                                                                       | 8.8                                                                       | 11.0                                                                      | 10.6                                                                      | 7.7                                                                       | 5.2                                                                       | 0.7                                                                       | -1.9                                                                      | 3.6                                                                       |
| Precipitación total (mm) | 40.3                                                                      | 31.6                                                                      | 37.8                                                                      | 61.4                                                                      | 84.6                                                                      | 68.4                                                                      | 58.8                                                                      | 64.3                                                                      | 75.0                                                                      | 72.1                                                                      | 54.6                                                                      | 43.1                                                                      | 692.0                                                                     |
| Días de precipitaciones (≥ 1 mm) | 7                                                                         | 7                                                                         | 7                                                                         | 10                                                                        | 11                                                                        | 8                                                                         | 7                                                                         | 8                                                                         | 8                                                                         | 9                                                                         | 8                                                                         | 7                                                                         | 97                                                                        |
| Horas de sol | 94                                                                        | 111                                                                       | 167                                                                       | 164                                                                       | 191                                                                       | 221                                                                       | 261                                                                       | 235                                                                       | 180                                                                       | 127                                                                       | 84                                                                        | 75                                                                        | 1910                                                                      |
| Fuente: MeteoFrance. Datos de precipitación y temperatura para el periodo 1981-2010 y de insolación para el periodo 1991-2010 en Le Puy-en-Velay 8 de noviembre de 2012 |                                                                           |                                                                           |                                                                           |                                                                           |                                                                           |                                                                           |                                                                           |                                                                           |                                                                           |                                                                           |                                                                           |                                                                           |                                                                           |

## Historia
Habitada inicialmente por la tribu celta de los vellaves, los romanos se instalaron en el lugar, al que llamaron Anicium y daría lugar al Podium Aniciense, y de ahí a su nombre actual. Con la caída del Imperio sufrió diversas destrucciones, a manos de vándalos, burgundios, suevos, alanos, hérulos y hunos, entre otros.
Durante la dominación romana se estableció el cristianismo en Le Puy, lo que llevó a que fuera sede episcopal. Este hecho, unido a su relativa lejanía de las principales vías de comunicación y a que tanto visigodos como francos la utilizaron como sede de la gobernación local, le permitieron una cierta recuperación. Carlomagno estableció un vizcondado, que sería controlado por señores locales o por los propios obispos.

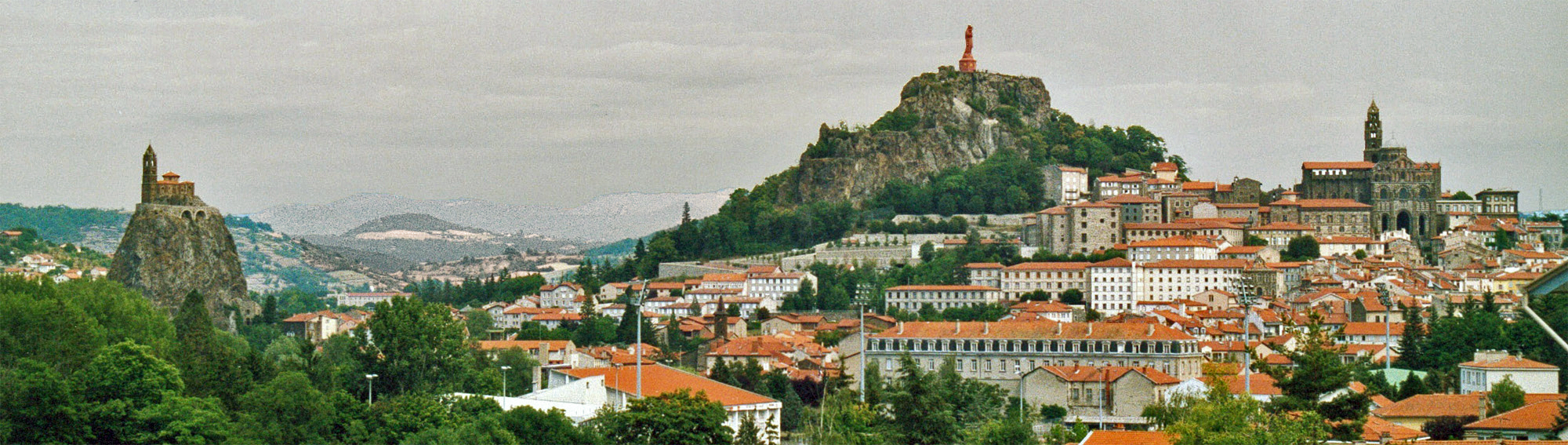
Vista panorámica.

Durante la Edad Media sufrió, como todo el Mediodía francés, las guerras de religión. El período de las guerras de religión fue particularmente duro y violento. La ciudad, permaneció afecta al campo católico, mientras que las tierras aledañas se adhirieron a la Reforma. Fue en esta época también cuando se iniciaron las peregrinaciones. Por un lado Le Puy era el destino de peregrinos marianos. Por otro, era uno de los orígenes del Camino de Santiago. Estos movimientos, posiblemente iniciados en el siglo X, ya eran muy importantes en el XII.
Tras su integración en el reino de Francia, Velay fue anexado a la provincia del Languedoc y a la senescalía de Beaucaire. El país participaba en las asambleas del Languedoc, pero en sus cuestiones internas estaba regido por una asamblea elegida anualmente: los Estados de Velay. La vida política de Velay estaba constantemente convulsionada por las luchas por el poder entabladas entre el obispado y la nobleza.
En términos generales, la Revolución francesa no fue bien aceptada por la población local, que permaneció fiel a sus valores religiosos. La población se mostró, durante mucho tiempo, opuesta a la República. Entre marzo de 1793 y enero de 1795, fueron guillotinadas en Le Puy cuarenta y una personas, entre ellas dieciocho sacerdotes. También fue destruida la Virgen Negra, la imagen mariana que había originado las primeras peregrinaciones.
Entre 1856 y 1860, bajo Napoleón III, se construyó, con el metal de los cañones rusos capturados en la guerra de Crimea, una gran estatua de la Virgen, que actualmente continúa en Le Puy: la imagen de Notre-Dame de France.
Hasta el 18 de marzo de 1988 el nombre de la ciudad era simplemente Le Puy. 

## Demografía
| 11 060 | 10 601 | 12 318 | 14 844 | 14 674 | 14 924 | 14 995 | 15 723 | 16 666 | 17 015 | 19 532 | 19 233 | 19 250 | 18 825 | 19 031 | 20 308 | 20 793 | 20 570 | 21 420 | 20 944 | 18 488 | 19 821 | 20 288 | 21 660 | 22 705 | 23 453 | 25 125 | 26 389 | 26 594 | 24 064 | 21 743 | 20 490 | 18 885 | 18 634 | 19 061 |
| Para los censos de 1962 a 1999 la población legal corresponde a la población sin duplicidades (Fuente: INSEE [Consultar]) |        |        |        |        |        |        |        |        |        |        |        |        |        |        |        |        |        |        |        |        |        |        |        |        |        |        |        |        |        |        |        |        |        |        |

| 1962   | 1968   | 1975   | 1982   | 1990   | 1999   |
| ------ | ------ | ------ | ------ | ------ | ------ |
| 37 447 | 40 528 | 44 314 | 44 429 | 43 499 | 42 608 |

## Economía
Según el censo de 1999, la distribución de la población activa por sectores era:
| agricultura | industria | construcción | servicios |
| ----------- | --------- | ------------ | --------- |
| 0,7 %       | 13,6 %    | 6,2 %        | 79,4 %    |

La ciudad recibe cada año (según su ayuntamiento) más de 800 000 visitantes, tratándose de una ciudad de larga vocación turística. Es el inicio de la Via Podiensis, uno de los ramales principales del Camino de Santiago.
Entre las actividades tradicionales que perviven de su pasado destaca el encaje de bolillos, la producción de lenteja verdina (denominación de origen controlada) y la producción de verveine du Velay (verbena verde), licor digestivo local.

## Administración y política
En el referendo sobre la Constitución Europea ganó el sí con un 51,01 % de los votos.
Algunos resultados electorales recientes (primeras vueltas del sistema francés):
| Extrema izquierda | Dos listas de izquierda (socialistas, comunistas y otros) | Dos listas ecologistas | Dos listas de la derecha tradicional | Frente Nacional | Extrema derecha |
| ----------------- | --------------------------------------------------------- | ---------------------- | ------------------------------------ | --------------- | --------------- |
| 4,0%              | 33,6%                                                     | 11,0%                  | 39,3%                                | 11,0%           | 1,1%            |

## Patrimonio

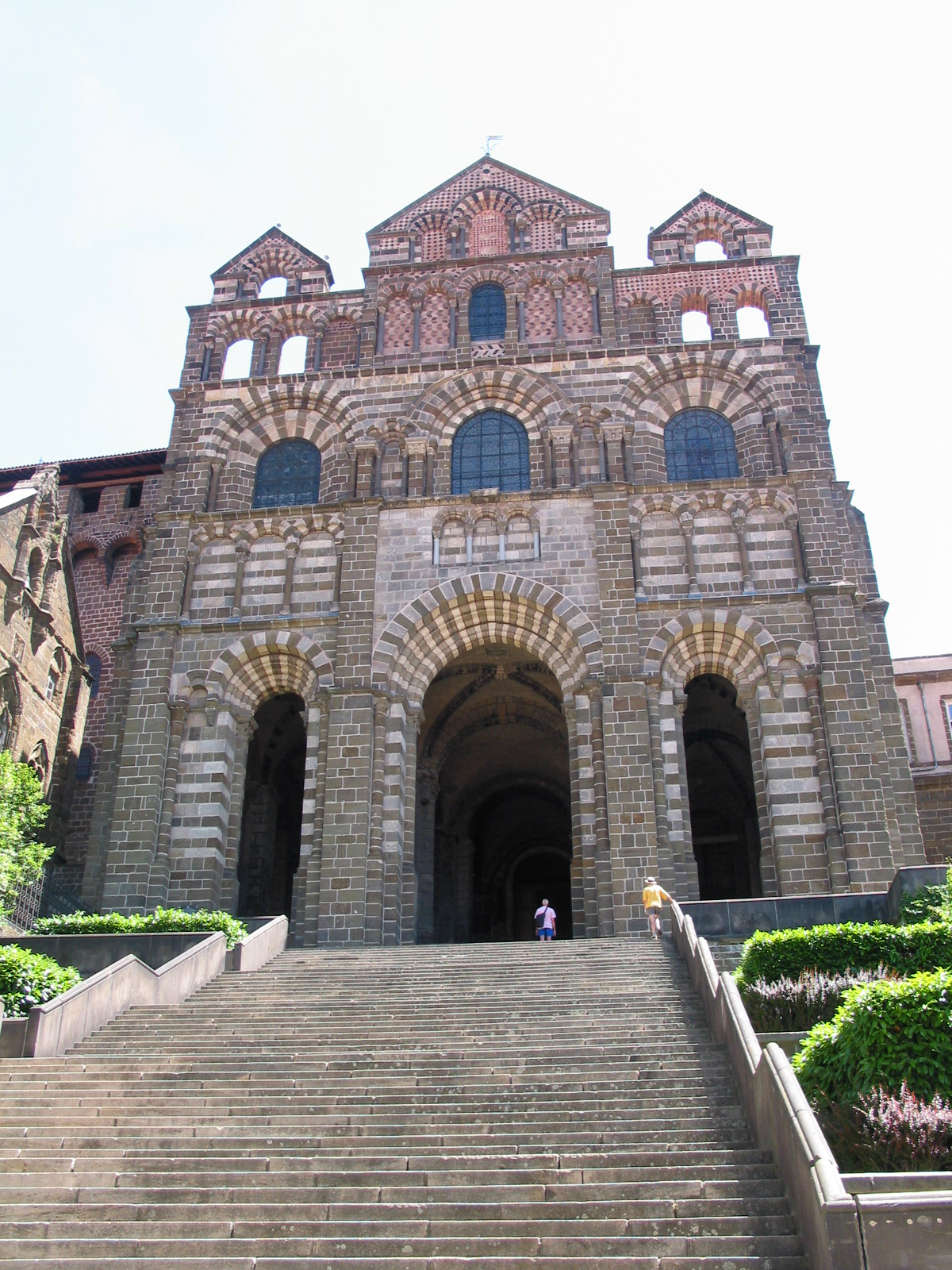
Catedral de Le Puy-en-Velay

- La catedral de Notre-Dame de Puy fue construida en el siglo XII. Está considerada una catedral inusual debido a la diversidad de estilos, que refleja el aumento de la riqueza del arte románico. Construida a partir de rocas volcánicas de diferentes colores, la fachada polícroma tiene un pórtico de tres arcos que se accede por una escalera de piedra enorme desde una calle de la ciudad. El interior cuenta con bellos frescos de oro. Es Monumento Histórico desde 1862 y Patrimonio Mundial de la Humanidad desde 1998 por ser parte del Camino de Santiago.
- La iglesia de San Miguel de Aiguilhe fue construida en el año 962 sobre una formación volcánica de 85 metros de altura. Se puede acceder a la capilla por 268 escalones tallados en la roca. Fue construida para celebrar el regreso de la peregrinación de Santiago. Se dice que en el año 1429 la madre de Juana de Arco, Isabelle Romée, fue a la capilla a rezar.
- El museo Crozatier.
- Hôtel-Dieu Saint-Jacques.

## Hermanamientos
- Meschede (Alemania)
- Tonbridge (Reino Unido)
- Brugherio (Italia)
- Tortosa (España)
- Santiago de Compostela (España)